# Sambo's
Sambo's era una catena statunitense di ristorazione fondata nel 1957 da Sam Battistone Sr. e Newell Bohnett a Santa Barbara, in California.
Sebbene il nome fosse stato preso da una porzione del nome dei fondatori, Sam (Sam Battistone) e Bo (Newell Bohnett), la catena fu associata al libro per bambini The Story of Little Black Sambo. Battistone e Bohnett capitalizzarono su questa associazione decorando le pareti dei locali con scene tratte dal libro, includendo un bambino dalla pelle scura, tigri, e un uomo pallido e magico che cavalca il monociclo chiamato "The Treefriend". Agli inizi degli anni sessanta, le illustrazioni variarono in un bambino dalla pelle chiara che indossa un turbante ingioiellato in stile indiano. La catena di ristoranti chiuse per bancarotta nel novembre 1981. Tutte le sedi, tranne la prima a Santa Barbara, furono chiuse definitivamente o furono rinominate dopo essere state acquistate, ponendo di fatto fine all'esistenza della catena.
Il ristorante di Santa Barbara proseguì l'attività con il nome Sambo's fino al 2020, quando fu rinominato Chad's dal nome del proprietario, Chad Stevens. Le proteste seguite alla morte di George Floyd contro il razzismo negli Stati Uniti portarono il proprietario del ristorante a cambiare il nome del locale.

## Storia

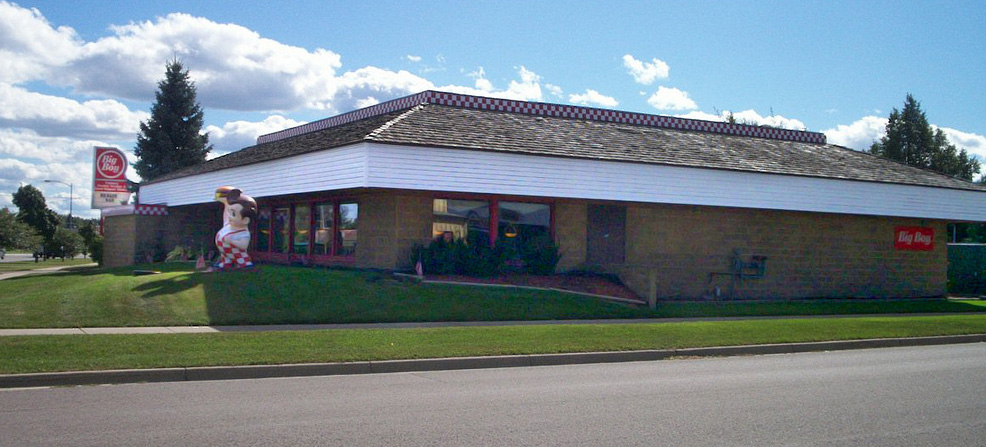
Un ex ristorante Sambo's ad Alpena, Michigan, locale ora occupato da un ristorante Big Boy

Dopo l'apertura del primo ristorante Sambo's nel 1957, la catena si espanse aprendo sedi in molte altre località. Alla fine del 1963, esistevano locali Sambo's in 16 città, in California, Oregon, Nevada e Arizona. Nel 1969 la compagnia aveva ormai 98 sedi, e nei due anni successivi diversificò la propria offerta per creare ulteriori franchising di ristoranti, tra cui Red Top Hamburgers, Heidi's Pie Shop e Blue Ox Steak House.
Nella seconda metà degli anni settanta, la pressione nei confronti della catena di ristoranti cominciò a crescere affinché cambiasse il nome, provocando proteste e cause legali nelle comunità che consideravano il termine "Sambo" come dispregiativo nei confronti degli afroamericani. Infatti, il personaggio di Sambo era uno stereotipo sugli uomini neri considerati molto felici, solitamente ridenti, pigri, irresponsabili o spensierati. Dodici ristoranti furono ribattezzati o aprirono come The Jolly Tiger in luoghi in cui la comunità locale aveva approvato risoluzioni che vietavano l'uso del nome originale o si era rifiutata di concedere i permessi per la catena. L'ultimo di questi aprì nel dicembre 1977. Nel marzo 1979 la società decise di cambiare rotta circa i propri ristoranti Jolly Tiger e dichiarò l'intenzione di rinominarli tutti di nuovo Sambo's. La compagnia addusse come motivazione le scarse performance finanziarie di questi ristoranti e il "diritto costituzionale, legale e morale dell'azienda di gestire (quei ristoranti) sotto il suo nome aziendale"; e l'affermazione che i neri non si opponevano al nome, citando studi che dimostravano che "tre volte più neri mangiavano da Sambo's rispetto a qualsiasi altro ristorante con servizio completo".
Nel 1979 Sambo's aveva 1117 sedi in 47 Stati americani. Tuttavia, le decisioni aziendali prese all'epoca portarono al fallimento successivo dell'azienda. La pressione per adottare un pacchetto retributivo più normale, basato su un salario per i manager, fu un problema. La loro esclusiva promozione "Fraction of the Action" – in base alla quale i manager avevano diritto al 20% dei profitti dei loro negozi, mentre i dipendenti potevano ricevere una percentuale sui profitti rimanenti – fu uno dei primi piani di espansione aziendale, e la crescita dell'azienda superò il suo controllo. Nel marzo 1981, in un ulteriore tentativo di dare alla catena una nuova immagine, l'azienda rinominò nuovamente alcune sedi, questa volta in No Place Like Sam's. Nel novembre 1981 la società dichiarò bancarotta. Né il cambio di nome né la protezione dalla bancarotta riuscirono ad invertire questa tendenza al ribasso e nel 1982 tutti i Sambo's, tranne l'originale al 216 West Cabrillo Boulevard a Santa Barbara, California, chiusero i battenti. Nel febbraio 1983, 618 dei locali furono ribattezzati Season's Friendly Eating. Svariati locali furono rilevati dalla catena Denny's. La Bakers Square acquistò i locali Sambo's in California nell'ottobre 1984.
Il nipote di Battistone, il ristoratore Chad Stevens, possiede l'unico ristorante della catena rimasto a Santa Barbara, che ha continuato a gestire l'attività sotto il nome Sambo's fino al 2020. Alla fine del maggio 2020 scoppiarono le proteste seguite alla morte di George Floyd contro il razzismo negli Stati Uniti in varie città, inclusa Santa Barbara. Una petizione chiese al proprietario di cambiare il nome di Sambo's. Nel giugno 2020, il nome sull'insegna originale venne temporaneamente cambiato con il motto "☮ & LOVE" ("Peace and love"). Nel luglio 2020 il ristorante venne ufficialmente ribattezzato Chad's.

## Riferimenti nella cultura popolare
Sam Battistone Jr. era il proprietario originale della squadra di basket dei New Orleans Jazz nella NBA. Successivamente spostò la squadra nello Utah e la vendette.
Il film My Breakfast with Blassie del 1983 è quasi interamente ambientato all'interno del ristorante della catena Sambo's situato ad Hollywood all'epoca.
Un ristorante Sambo's abbandonato fu restaurato ed utilizzato come set per una scena del film Edward mani di forbice di Tim Burton.